# Cecidochares quinquefasciata
Cecidochares quinquefasciata är en tvåvingeart som först beskrevs av Friedrich Georg Hendel 1914.  Cecidochares quinquefasciata ingår i släktet Cecidochares och familjen borrflugor. Inga underarter finns listade.